# Orbea verrucosa
Orbea verrucosa is een soort uit de maagdenpalmfamilie (Apocynaceae). Het is een succulente, bladloze vaste plant met rechtopstaande en sterk getande stengels. De soort heeft vijfpuntige stervormige bloemen die een bleekgele kleur hebben met donkerpaarse vlekken. 
De soort komt voor in Zuid-Afrika, waar hij aangetroffen wordt in het zuiden en oosten van de Kaapprovincie. Hij groeit tussen de 20 en 1700 meter boven zeeniveau op droge plaatsen te midden van struikgewas en onder struiken.